# Gottlieb Heileman
Johann Gottlieb Heileman (* 6. Januar 1824 in Kirchheim unter Teck; † 19. Februar 1878 in La Crosse) war ein deutscher Unternehmer und Gründer der City Brewery, welche später als G. Heileman Brewing Company bekannt wurde.

## Biographie
Gottlieb Heileman wurde im Jahr 1824 in Kirchheim unter Teck geboren. Im Jahr 1852 emigrierte er in die USA und ließ sich zuerst in Philadelphia nieder, bevor er ein Jahr später nach Milwaukee zog. Dort eröffnete er gemeinsam mit dem deutschen Auswanderer Gottlieb Maier eine Bäckerei. 1857 zog er nach La Crosse und nahm eine Anstellung bei der Nicolai Brewery an, welche jedoch unerwartet schließen musste. Daraufhin arbeitete er für die C&J Michel Brewery.
Im Jahr 1858 gründete er gemeinsam mit John Gund die City Brewery (auch City Brewing Company genannt). Als Gund das Unternehmen im Jahr 1872 verließ, wurde Heileman alleiniger Eigentümer. Der Jahresausstoß der Brauerei war von 500 Barrel im Jahr 1860 auf 3000 Barrel im Jahr 1872 gestiegen. Er änderte zu dieser Zeit den Namen zu G. Heileman Brewing Company.
Heileman starb im Jahr 1878. Er liegt auf dem Oak Grove Cemetery in La Crosse begraben.
Nach seinem Tod übernahm seine Frau Johanna die Leitung des Betriebs und war bis 1917 im Management aktiv. Sie war nach der offiziellen Eintragung der Brauerei im Jahr 1890 eine der ersten weiblichen Firmenpräsidentinnen in den USA.

## Familie
Gottlieb Heileman heiratete im Jahr 1858 Johanna Bantle, ebenfalls eine deutsche Emigrantin. Gemeinsam hatten sie sieben Töchter und einen Sohn.